# Milt Schmidt
Milt Schmidt (5. března 1918, Kitchener, Ontario, Kanada – 4. ledna 2017) byl kanadský hokejový hráč, trenér a generální manažer, člen hokejové síně slávy. U příležitosti 100. výročí NHL byl v lednu 2017 vybrán jako jeden ze sta nejlepších hráčů historie ligy.

## Mládí
Schmidt navštěvoval v Torontu King Edward Public School, ze které ale ve 14 letech odešel, aby mohl podporoval svojí rodinu (jeho otec byl příliš nemocný, aby mohl pravidelně pracovat). Proto přijal práci v místní továrně, kde vydělával 18 centů za hodinu. V juniorských kategoriích hrál Schmidt za Kitchener Empires a Kitchener Greenshirts. Schmidt se zde spřátelil s Woody Dumartem a Bobby Bauerem.

## Kariéra
Milt Schmidt se stal legendou v týmu Boston Bruins, kde odehrál 16 sezón a vyhrál dva Stanley Cupy. S velkou pravděpodobností by jich vyhrál ještě, víc kdyby jeho život neovlivnila druhá světová válka, on sám toho, že byl v armádě, nikdy nelitoval, jen vždy říkal, že je rád, že se vrátil zpátky. S Woody Dumartem a Bobby Bauerem tvořily The Kraut Line. Po ukončení aktivní herní kariéry se ještě věnoval trénování.

## Klubové statistiky
| Sezona     | Klub            | Soutěž     | Základní část | Základní část | Základní část | Základní část | Základní část | Play off | Play off | Play off | Play off | Play off |
| Sezona     | Klub            | Soutěž     | Z             | G             | A             | B             | TM            | Z        | G        | A        | B        | TM       |
| ---------- | --------------- | ---------- | ------------- | ------------- | ------------- | ------------- | ------------- | -------- | -------- | -------- | -------- | -------- |
| 1936–37    | Providence Reds | AHL        | 23            | 8             | 1             | 9             | 12            | —        | —        | —        | —        | —        |
| 1936–37    | Boston Bruins   | NHL        | 26            | 2             | 8             | 10            | 15            | 3        | 0        | 0        | 0        | 0        |
| 1937–38    | Boston Bruins   | NHL        | 44            | 13            | 14            | 27            | 15            | 3        | 0        | 0        | 0        | 0        |
| 1938–39    | Boston Bruins   | NHL        | 41            | 15            | 17            | 32            | 13            | 12       | 3        | 3        | 6        | 2        |
| 1939–40    | Boston Bruins   | NHL        | 48            | 22            | 30            | 52            | 37            | 6        | 0        | 0        | 0        | 0        |
| 1940–41    | Boston Bruins   | NHL        | 45            | 13            | 25            | 38            | 23            | 11       | 5        | 6        | 11       | 9        |
| 1941–42    | Boston Bruins   | NHL        | 36            | 14            | 21            | 35            | 34            | —        | —        | —        | —        | —        |
| 1945–46    | Boston Bruins   | NHL        | 48            | 13            | 18            | 31            | 21            | 10       | 3        | 5        | 8        | 2        |
| 1946–47    | Boston Bruins   | NHL        | 59            | 27            | 35            | 62            | 40            | 5        | 3        | 1        | 4        | 4        |
| 1947–48    | Boston Bruins   | NHL        | 33            | 9             | 17            | 26            | 28            | 5        | 2        | 5        | 7        | 2        |
| 1948–49    | Boston Bruins   | NHL        | 44            | 10            | 22            | 32            | 25            | 4        | 0        | 2        | 2        | 8        |
| 1949–50    | Boston Bruins   | NHL        | 68            | 19            | 22            | 41            | 41            | —        | —        | —        | —        | —        |
| 1950–51    | Boston Bruins   | NHL        | 62            | 22            | 39            | 61            | 33            | 6        | 0        | 1        | 1        | 7        |
| 1951–52    | Boston Bruins   | NHL        | 69            | 21            | 29            | 50            | 57            | 7        | 2        | 1        | 3        | 0        |
| 1952–53    | Boston Bruins   | NHL        | 68            | 11            | 23            | 34            | 30            | 10       | 5        | 1        | 6        | 6        |
| 1953–54    | Boston Bruins   | NHL        | 62            | 14            | 18            | 32            | 28            | 4        | 1        | 0        | 1        | 20       |
| 1954–55    | Boston Bruins   | NHL        | 23            | 4             | 8             | 12            | 26            | —        | —        | —        | —        | —        |
| NHL celkem | NHL celkem      | NHL celkem | 776           | 229           | 346           | 575           | 466           | 86       | 24       | 25       | 49       | 60       |